# Badminton bei den European Universities Games 2024
Bei den European Universities Games 2024 wurden sechs Badmintonwettbewerbe ausgetragen. Sie fanden vom 19. bis zum 24. Juli 2024 in der Főnix Aréna in Debrecen statt.

## Sieger und Platzierte
| Veranstaltung | Gold                                      | Silber                       | Bronze                              |
| ------------- | ----------------------------------------- | ---------------------------- | ----------------------------------- |
| Herreneinzel  | Valentin Singer                           | Jean Bernard Alex Bongout    | Yohan Barbieri                      |
| Herreneinzel  | Valentin Singer                           | Jean Bernard Alex Bongout    | Simon Baron Vezilier                |
| Dameneinzel   | Ágnes Körösi                              | Samanta Golubickaitė         | Julie Franconville                  |
| Dameneinzel   | Ágnes Körösi                              | Samanta Golubickaitė         | Gergana Pavlova                     |
| Herrendoppel  | Miguel Esteve García Alberto Perals Parra | Thomas Baures Aymeric Torres | Krzysztof Jakowczuk Marcin Nowak    |
| Herrendoppel  | Miguel Esteve García Alberto Perals Parra | Thomas Baures Aymeric Torres | Anton Berik Oskar Männik            |
| Damendoppel   | Anastasiya Khomich Ulyana Volskaya        | Marie Cesari Lilou Schaffner | Polina Tkach Yaroslava Vantsarovska |
| Damendoppel   | Anastasiya Khomich Ulyana Volskaya        | Marie Cesari Lilou Schaffner | Charlotte Ganci Anouk Nambot        |
| Mixed         | Adrian Krawczyk Anastasiya Khomich        | Oskar Männik Ramona Üprus    | Viacheslav Yakovlev Polina Tkach    |
| Mixed         | Adrian Krawczyk Anastasiya Khomich        | Oskar Männik Ramona Üprus    | Aymeric Torres Lilou Schaffner      |
| Teams         | Technische Universität Danzig             | Universität Straßburg        | Universität Miguel Hernández Elche  |
| Teams         | Technische Universität Danzig             | Universität Straßburg        | Universität Bordeaux                |